# Reusslandschaft

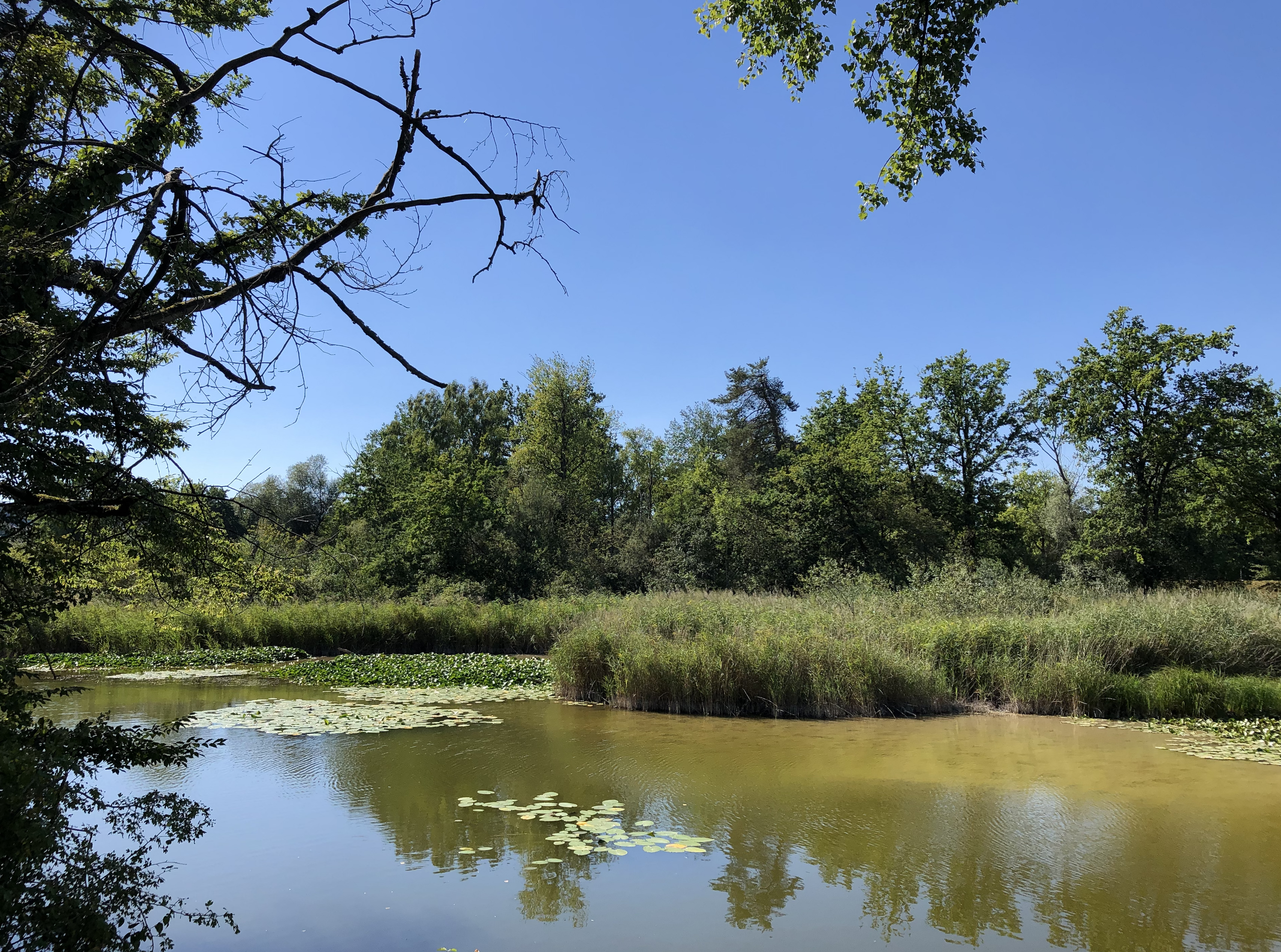
Naturschutzgebiet an der Reuss

Die Reusslandschaft ist ein Landschaftsschutzgebiet des Bundesinventars der Landschaften und Naturdenkmäler von nationaler Bedeutung (BLN-Nummer 1305) im Schweizer Mittelland. Das 63 Quadratkilometer grosse Schutzgebiet liegt am Unterlauf der Reuss und umfasst weite Bereiche der Natur- und Kulturlandschaft an diesem Fluss in den Kantonen Aargau, Zug und Zürich.

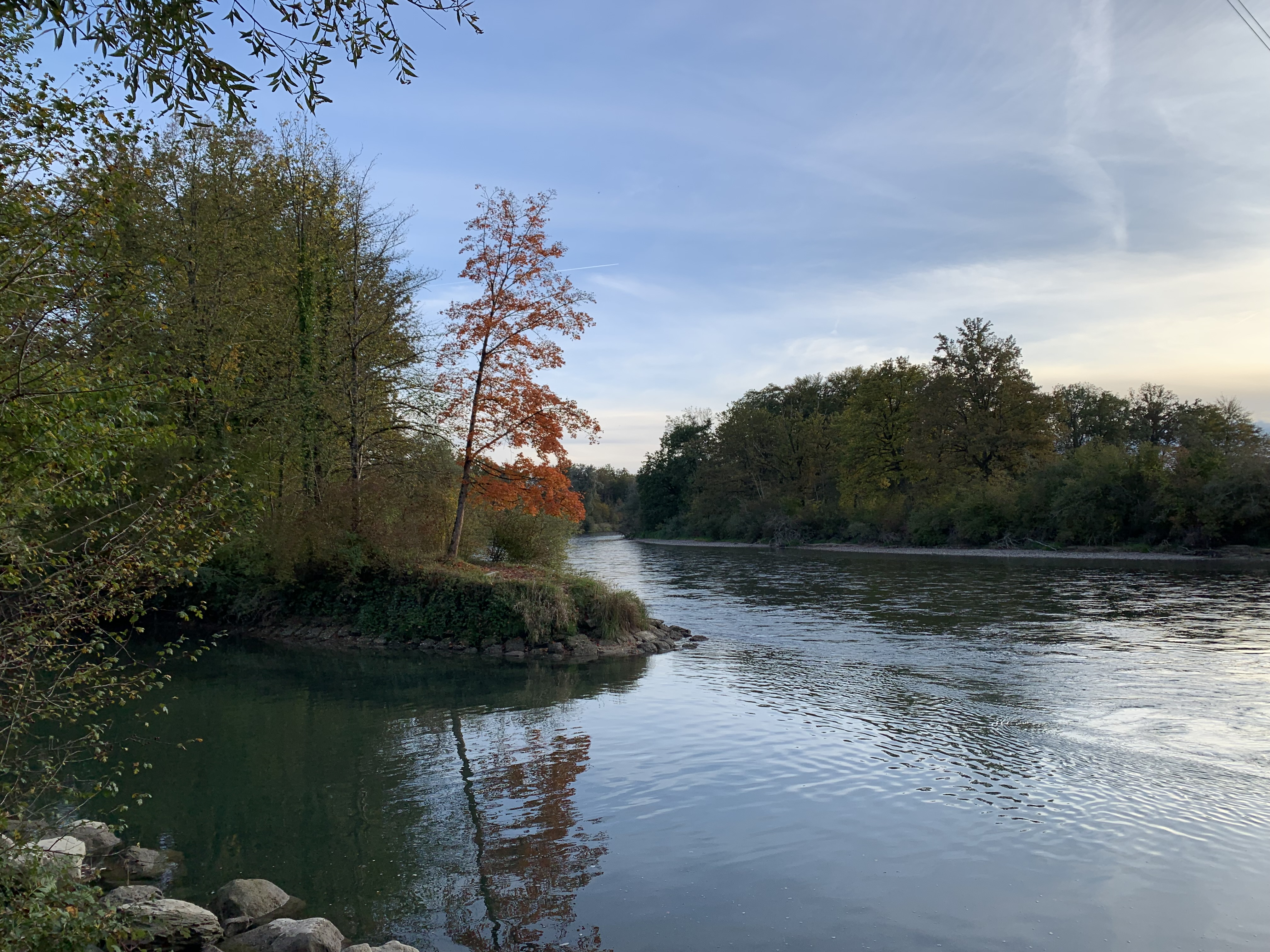
Mündung der Lorze (links) in die Reuss

Das 1977 in das Bundesinventar aufgenommene Objekt BLN 1305 ist die dritte von vier Landschaften dieser Schutzgebiets-Kategorie am ganzen Flusslauf der Reuss, nach dem Gebiet Maderanertal – Fellital (BLN 1603) in den Alpen, dem Objekt Vierwaldstättersee mit Kernwald, Bürgenstock und Rigi (BLN 1606) in den Voralpen und unmittelbar vor dem Wasserschloss beim Zusammenfluss von Aare, Reuss und Limmat (BLN 1019), wo die Reuss in die Aare mündet. Im gesamten Einzugsgebiet der Reuss sind ausserdem noch mehrere andere Gegenden und Ôrtlichkeiten als BLN-Objekte ausgewiesen.

## Bewertung

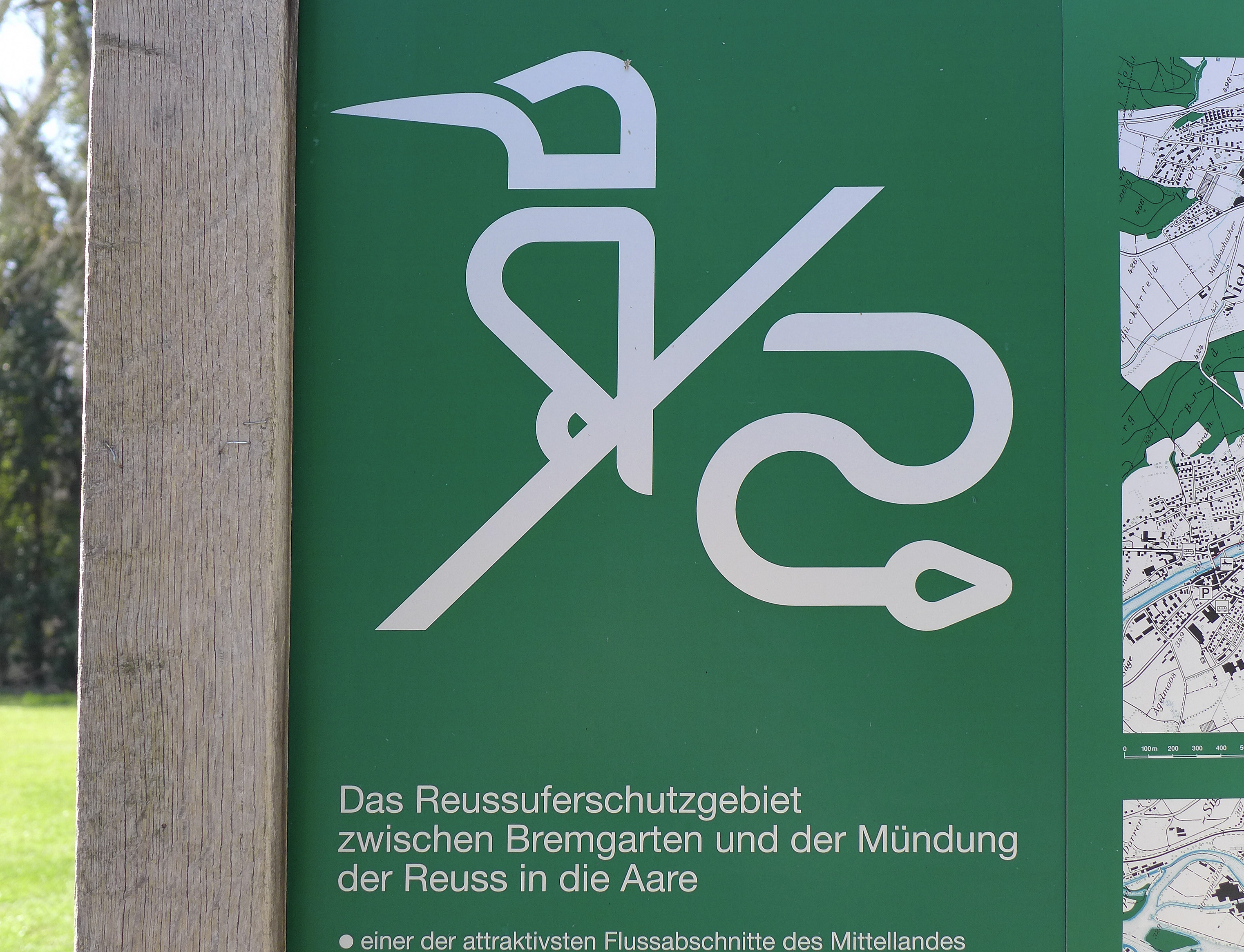
Signet des Aargauer Reussuferschutzgebiets

Das durch Verordnung des Bundesrats am 10. August 1977 in Kraft gesetzte Bundesinventar der Landschaften und Naturdenkmäler von nationaler Bedeutung begründet den Wert des geografischen Raumes am Unterlauf der Reuss als schützenswerte Natur- und Kulturlandschaft mit folgenden Qualitäten:
- Eine der vielfältigsten, zusammenhängenden und naturnahen Flusslandschaften des Schweizer Mittellandes
- Weiträumige Flusslandschaft mit parkartigem Charakter, grosszügigen Riedwiesen und kulturgeschichtlich bedeutenden Ortschaften und Klosteranlagen
- Geomorphologische Vielfalt mit zahlreichen Moränenwällen, erratischen Blöcken, Flussmäandern und Terrassierungen des Talbodens
- Ausserordentliche Vielfalt an fliessenden und stehenden Gewässern sowie Altwasserarmen
- Bedeutender Lebensraum und Laichstrecke für strömungsliebende Fischarten
- Sehr hohe Dichte an Feuchtbiotopen sowie Ufer- und Auenwäldern mit ihren charakteristischen Pflanzen- und Tierarten
- Im Schweizer Mittelland einzigartiger Lebensraum für gefährdete Pflanzen- und Tierarten
- Wichtiges Rast-, Brut- und Überwinterungsgebiet für Vögel am Flachsee Unterlunkhofen
- Wichtige Vernetzungsfunktion der Lebensräume innerhalb der intensiv genutzten Landschaft

## Geografie

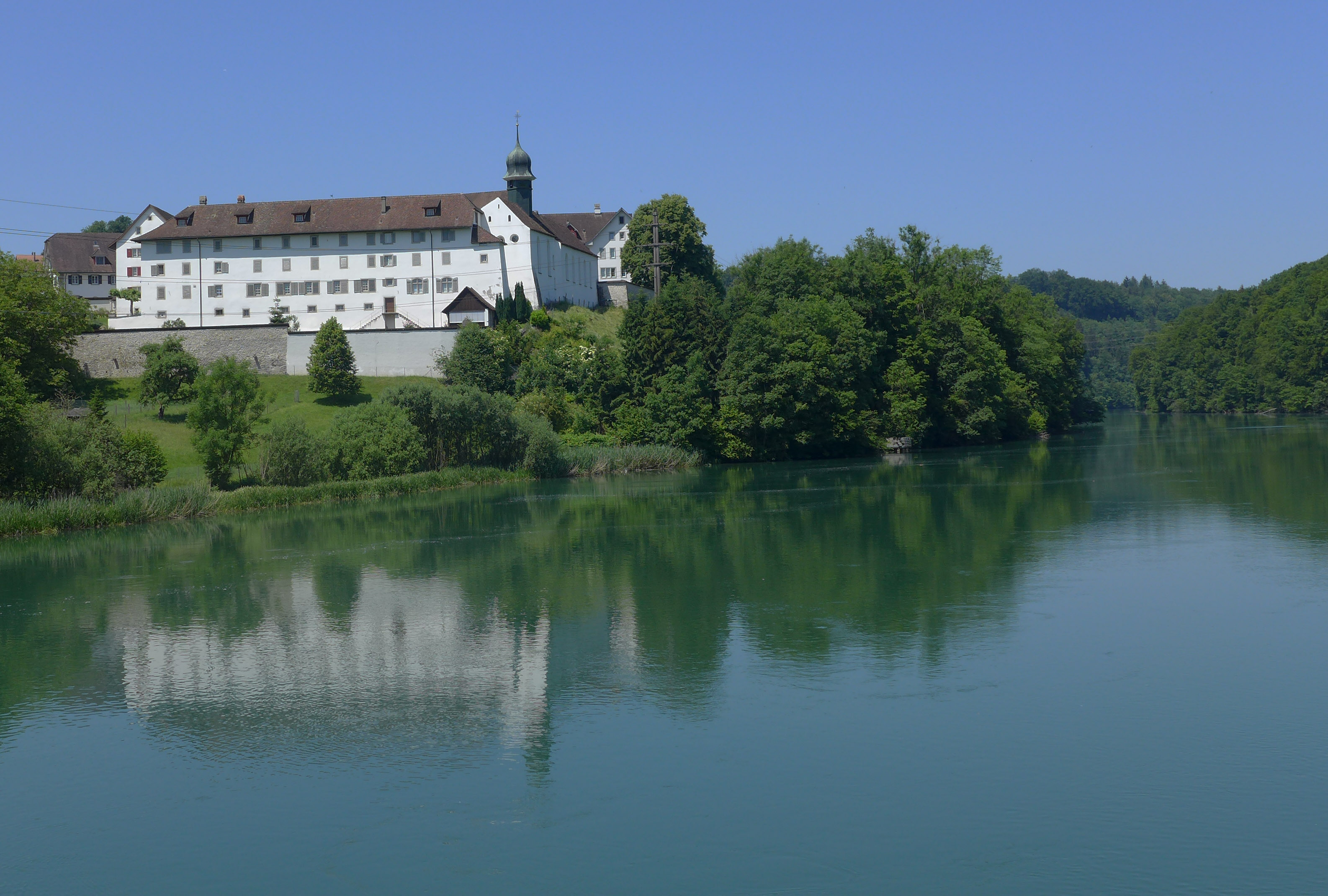
Kloster Hermetschwil

### Umfang
Auf den letzten 35 Kilometern fliesst die insgesamt 164 Kilometer lange Reuss nach Norden durch das vom BLN definierte Landschaftsschutzgebiet Reusslandschaft. Diese Zone erstreckt sich in einem relativ schmalen Streifen beidseits des Flusses von Sins bis Windisch, die beide im Kanton Aargau liegen. Der linksufrige Bereich gehört ganz zum Aargau, während die Abschnitte am rechten Ufer der Reuss auf die drei Kantone Zug, Zürich und Aargau verteilt sind. Das Dreiländereck der Kantone befindet sich in der Reuss bei der Mündung der Lorze, einem Grenzfluss zwischen Zug und Zürich.

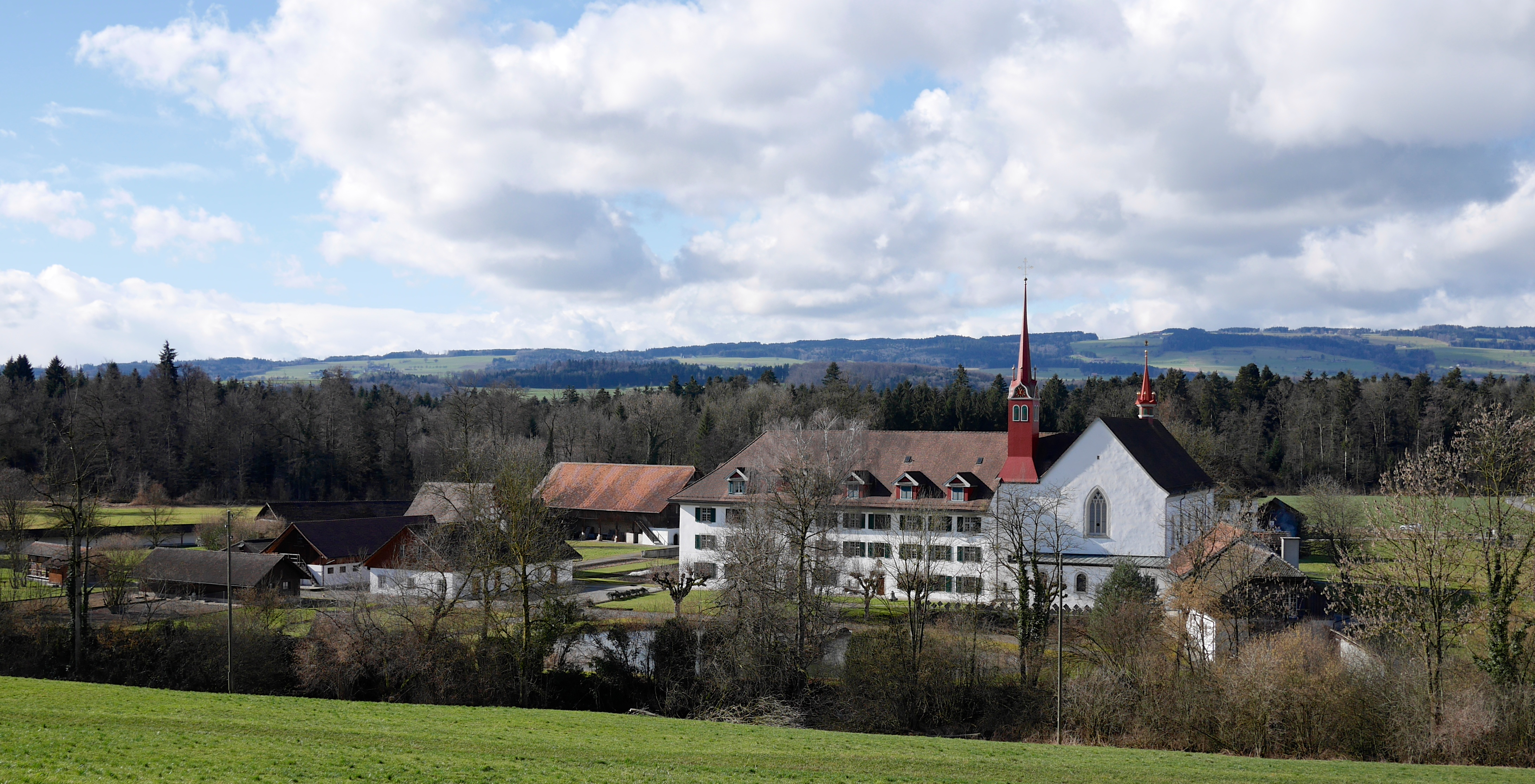
Kloster Frauenthal an der Lorze

Das im BLN ausgewiesene Gebiet umfasst nur den engeren Landschaftsraum in Flussnähe und nicht den ganzen Naturraum des viel breiteren Flusstals zwischen den angrenzenden Bergzügen im Osten mit dem Heitersberg und im Westen mit Lindenberg und Wagenrain. Deshalb liegen die von vielen Ortschaften und intensiver Landwirtschaft geprägten höheren Talstufen mehrheitlich ausserhalb des Landschaftsschutzgebiets, das sich vorwiegend auf Naturzonen und naturnahe Flächen in der Kulturlandschaft konzentriert. Nur wenige Siedlungen wie etwa Rottenschwil, Aristau und die historischen Altstädte von Bremgarten und Mellingen liegen im BLN-Gebiet.
Zur BLN-Landschaft 1305 gehören Abschnitte der Aargauer Gemeinden Aristau, Besenbüren, Birmenstorf, Birrhard, Bremgarten, Eggenwil, Fischbach-Göslikon, Gebenstorf, Hausen, Jonen, Künten, Lupfig, Mellingen, Merenschwand, Mühlau, Mülligen, Muri, Niederwil, Oberlunkhofen, Rottenschwil, Sins, Stetten, Tägerig, Unterlunkhofen, Windisch, Wohlenschwil und Zufikon, der Zuger Gemeinden Cham und Hünenberg sowie der Zürcher Gemeinden Maschwanden, Obfelden und Ottenbach.

### Geologie

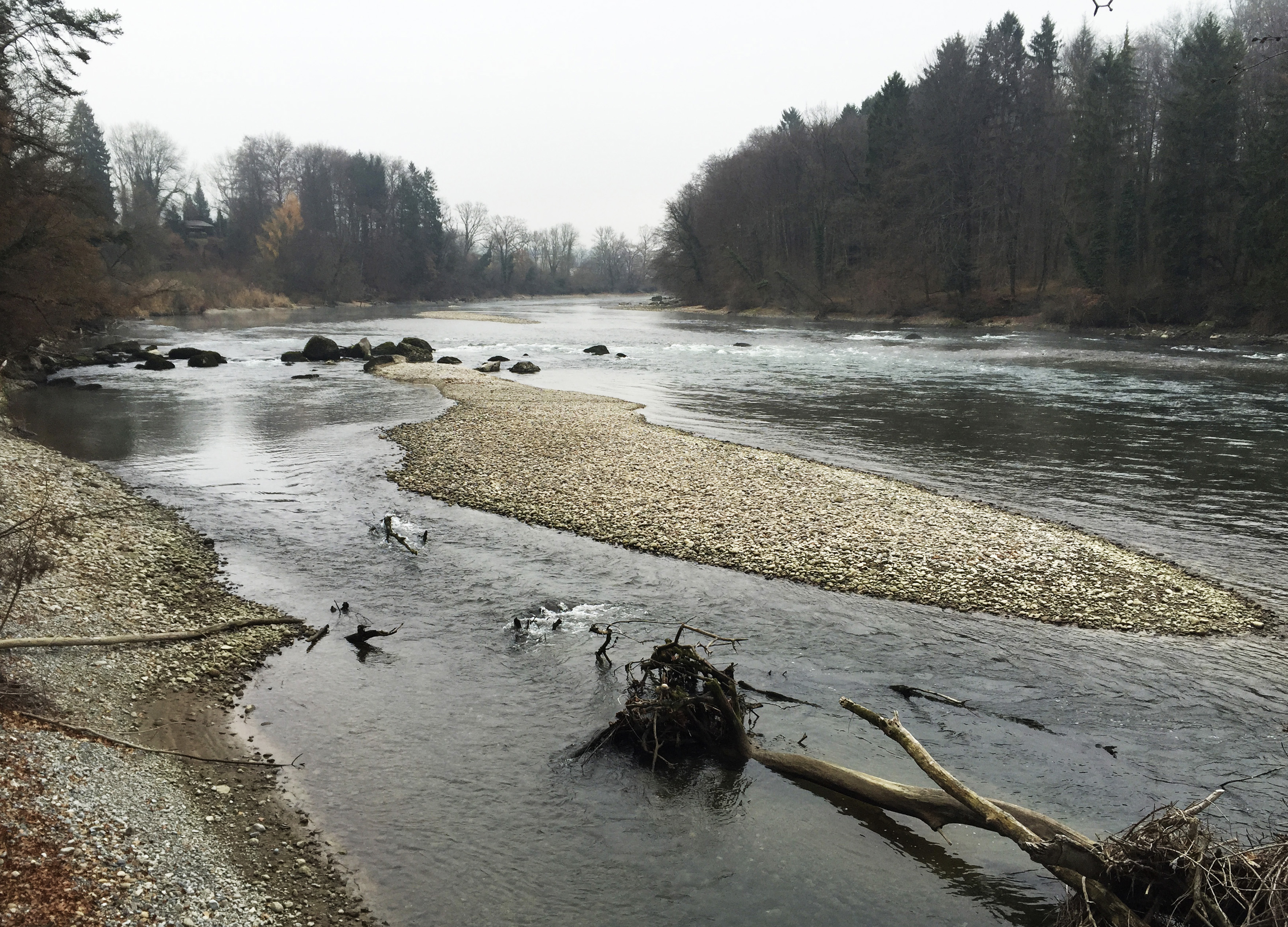
Auenlandschaft an der Reuss mit Stromschnelle und Findlingen (bei Stetten, Aargau)

Die geomorphologische Struktur der Reusslandschaft entstand durch lange dauernde fluvioglaziale Vorgänge. Der eiszeitliche Reussgletscher formte in mehreren Kaltzeiten das Tal im Untergrund, der aus mächtigen Molasseschichten besteht, und hinterliess ausgedehnte Moränenwälle und Schotterflächen. Bei verschiedenen Gletscherständen bildeten sich im alten, tiefen Flusstal Moränen bei Bremgarten, Künten-Niederwil und Mellingen. Durch diese Hügelzonen und die Schotterterrassen von Künten und Birmenstorf grub die Reuss tiefe, teilweise schluchtartige Einschnitte. Den Höhenunterschied von 40 Metern zwischen Bremgarten (370 m ü. M.) und Windisch (330 m ü. M.) überwindet der Fluss auf einigen Strecken mit einem verhältnismässig starken Sohlgefälle und mehreren kleinen Stromschnellen. Zwischen den Anhöhen erstrecken sich Ebenen, in denen Seelehm, Sandablagerungen und jüngere Schotterschichten liegen.
Den südlichen Abschnitt zwischen Sins und dem Flachsee bildet eine weite Schwemmebene mit einem geringen Gefälle von nur 15 Metern. Die flache Landschaft mit ausgedehnten Feuchtgebieten entstand nacheiszeitlich vorwiegend mit Ablagerungen der Lorze und der Kleinen Emme, einem grossen Nebenfluss der Reuss. Das Gebiet wurde noch bis zur Reusskorrektion in den 1960er Jahren oft bei Hochwasser überschwemmt.

### Gewässer

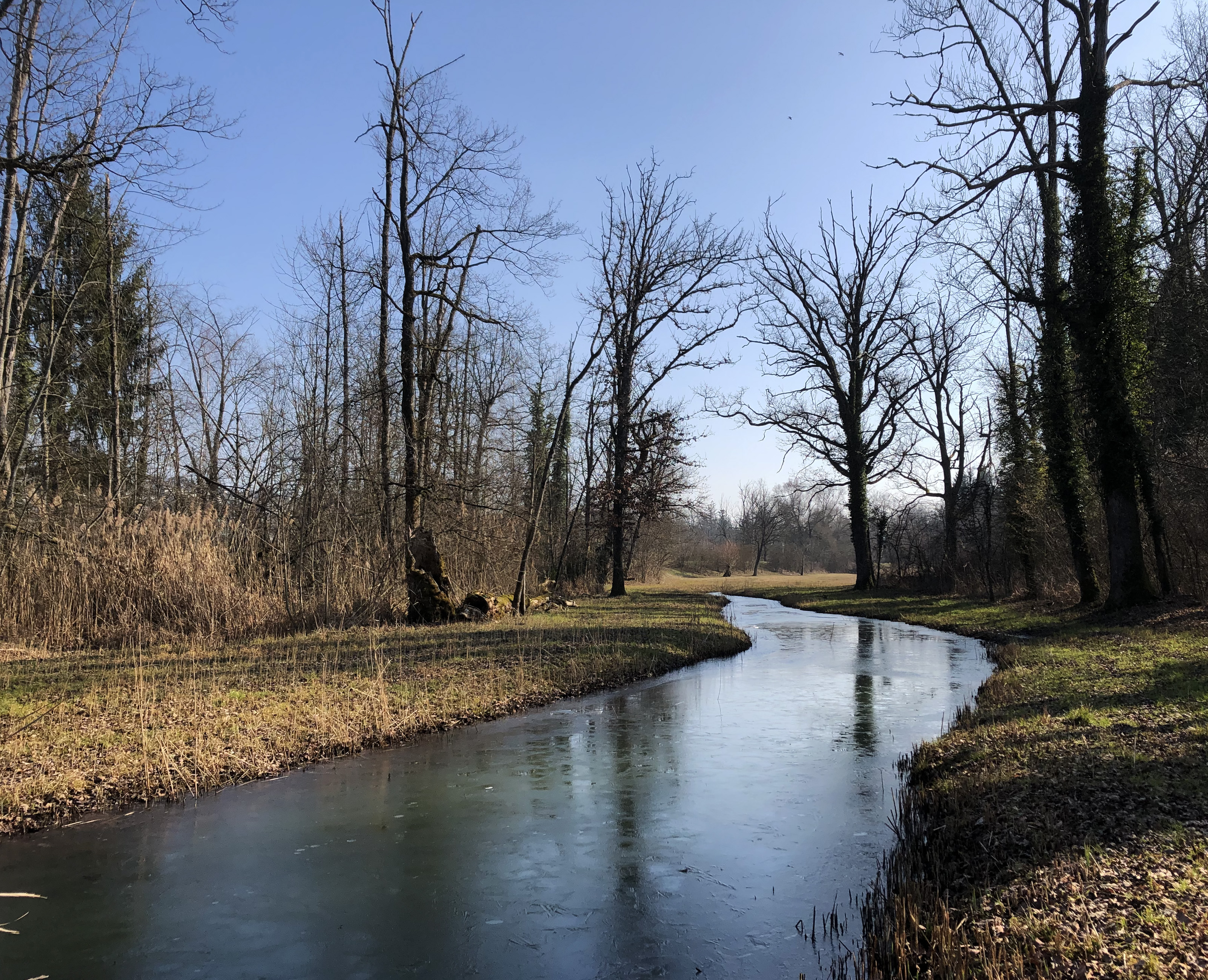
Altwasser der Reuss bei Rottenschwil

Neben der Lorze fliessen in der BLN-Landschaft noch einige andere Nebengewässer der Reuss zu, vor allem der Sinser Bach, der Lindenbach, die Jonen, der Arnerbach und der Küntenerbach. Der Sembach und der Wissenbach münden nicht direkt in den Fluss, sondern in den Reusskanal, der seit den Gewässerkorrektionen des 19. und 20. Jahrhunderts die Bäche und Drainagekanäle in der Ebene links vom Fluss bei Mühlau, Merenschwand und Rottenschwil sammelt. Pumpwerke schöpfen das Wasser aus dem Kanal über den Hochwasserschutzdamm in die Reuss. Die Maschwander Allmend wird mit dem künstlichen Binnenkanal direkt zur Lorze entwässert. Aus den Feuchtgebieten Lunnerallmend und Lunnergrien leitet ein Kanal das Drainagewasser in den Lindenbach, der bei Rickenbach von rechts in die Reuss mündet.
Beim Bau von Hochwasserschutzdämmen seit dem 19. Jahrhundert und des neuen Kraftwerks Bremgarten-Zufikon um 1975 entstanden in abgeschnittenen Altarmen der Reuss Seen und Weiher, die als Landschaftselemente und für die Biodiversität von grosser Bedeutung sind. Der 72 Hektar grosse Flachsee im Staugebiet des Kraftwerks mit Untiefen, Sandbänken und einem Schilfgürtel gehört zu den Wasser- und Zugvogelreservaten von internationaler Bedeutung. Die Altarme «Stille Reuss» bei Rottenschwil und «Tote und Alte Reuss» bei Künten sind geschützte Feuchtgebiete.
Westlich von Ottenbach führt der 1836 errichtete Fabrikkanal einer ehemaligen Mühle und späteren Seidenweberei durch die Auenlandschaft an der Reuss. Das Wasser fliesst von einem Streichwehr im Fluss zum Maschinenhaus. Das historische Kleinkraftwerk Ottenbach von 1920 ist so wie auch das Kraftwerk Bremgarten-Bruggmühle als Denkmal der Technikgeschichte geschützt. Das seit 1829 bestehende Kraftwerk Windisch mit einem grossen Stauwehr ist das letzte Laufwasserkraftwerk an der Reuss ganz im Norden des BLN-Gebiets.

### Verkehrswege

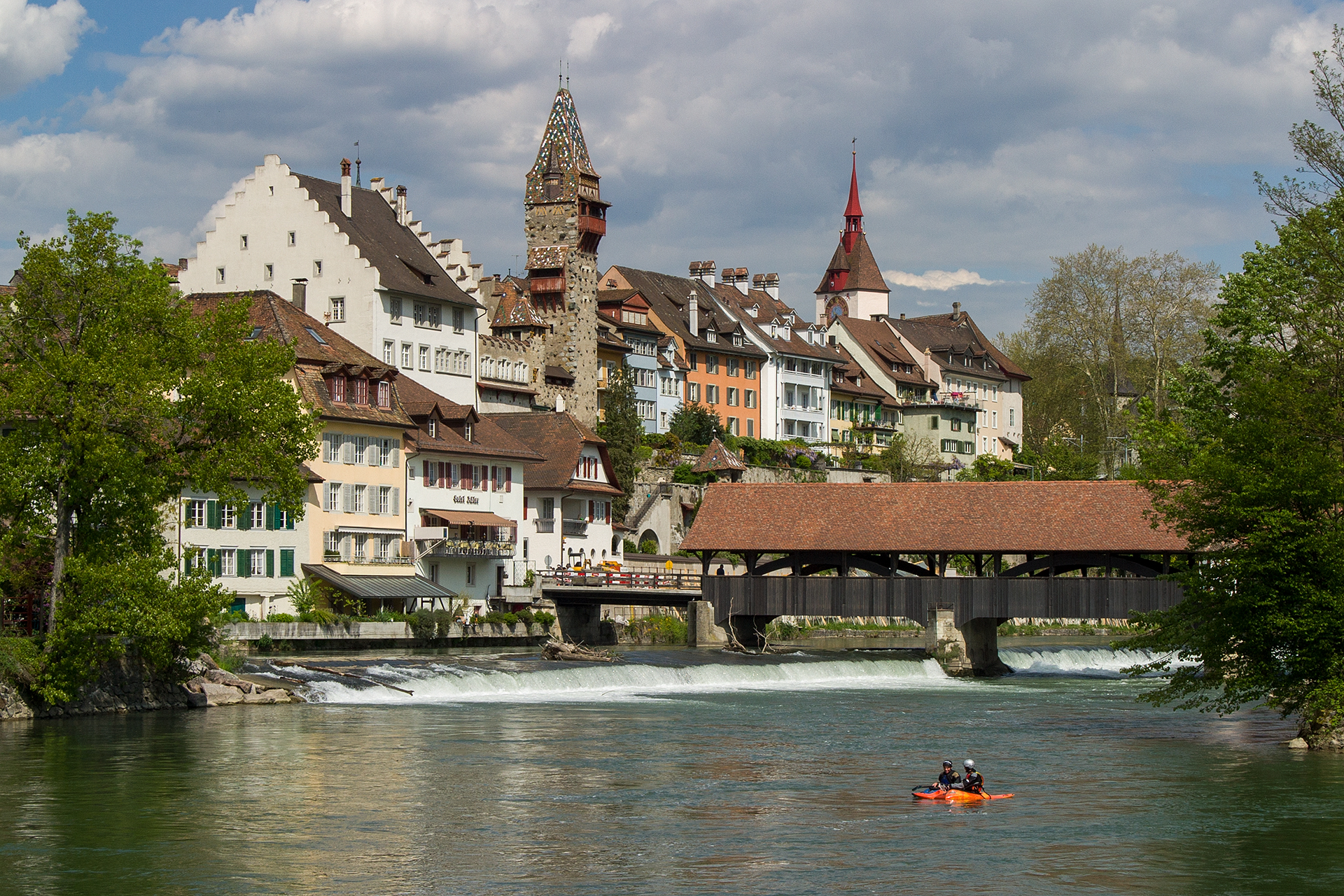
Altstadt und historische Reussbrücke von Bremgarten

Weil im 19. Jahrhundert zunächst die Flussschifffahrt noch eine Rolle spielte, befindet sich neben der Wehranlage von Windisch eine alte, als verkehrgeschichtliches Relikt erhaltene Schiffsschleuse. Die Passage mit kleinen Wasserfahrzeugen ist heute nur noch auf einer Bootstransportanlage möglich. In der Reusslandschaft gilt für die Kleinschifffahrt ein generelles Verbot von Motorbooten.
Da die Reuss in ihrem stellenweise tief in die Molassehügel und Moränen eingeschnittenen Tal das ganze Mittelland in nördlicher Richtung passiert, müssen zahlreiche nationale und regionale Verkehrswege den Fluss überqueren, wie die Liste der Brücken über die Reuss aufzeigt. Die historische Zollbrücke von Sins bildet die obere und die SBB-Reussbrücke Turgi bei Gebenstorf die untere Grenze der BLN-Landschaft.
Bei Bremgarten überspannt eine Brücke der Hauptstrasse 1 den Fluss, bei Mellingen die Neue Reussbrücke Mellingen der Hauptstrasse 279 sowie die Eisenbahnbrücke Mellingen der Heitersbergstrecke, bei Birmenstorf die hohe Lindmühlebrücke der Autobahn A1 und zwischen Windisch und Gebenstorf die «Fahrbrücke» der Hauptstrasse 3. Dazwischen liegen mehr als ein Dutzend weitere Brücken und Stege von Haupt- und Nebenstrassen, einer Bahnlinie und für den Langsamverkehr. Entlang der Reuss erschliessen Wanderwege und Velorouten das als Erholungslandschaft und für Naturbeobachtungen beliebte Gebiet, was durchaus einem Hauptziel des Bundesinventars entspricht.

## Naturschutzgebiete

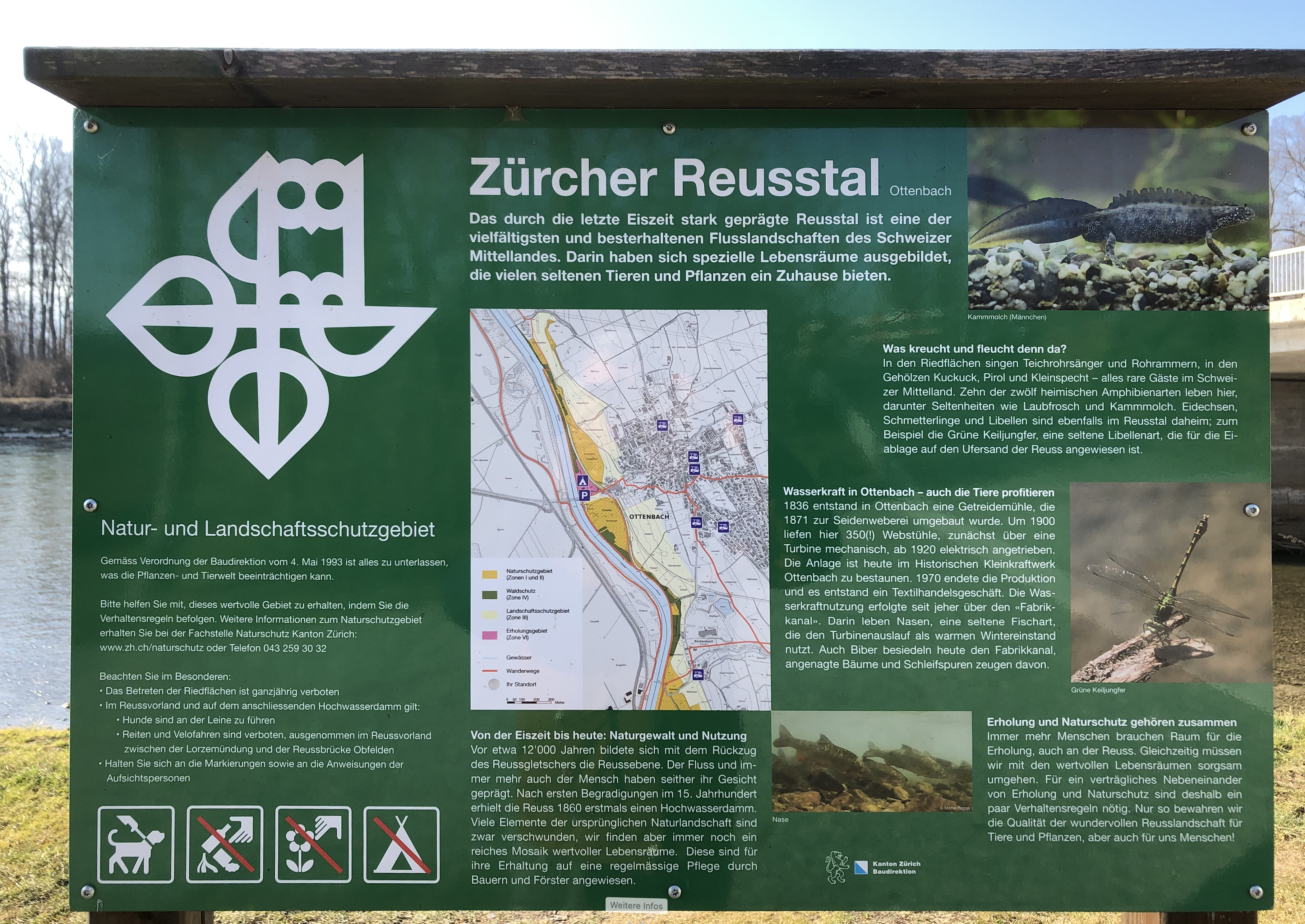
Informationen zu den Zürcher Schutzgebieten an der Reuss

Die BLN-Landschaft enthält in zahlreichen besonders wertvollen Biotopen spezielle Naturschutzgebiete, die durch unterschiedliche Instrumente begründet und in der Weltdatenbank der Schutzgebiete (WDPA) als einzelne Biotop- und Artenschutzgebiete ausgewiesen sind. Dazu gehören mehrere Auengebiete mit nationaler Bedeutung, etwa drei Dutzend national bedeutende Amphibienlaichgebiete und einige Feuchtgebiete, die im Bundesinventar der Flachmoore von nationaler Bedeutung ausgewiesen sind.

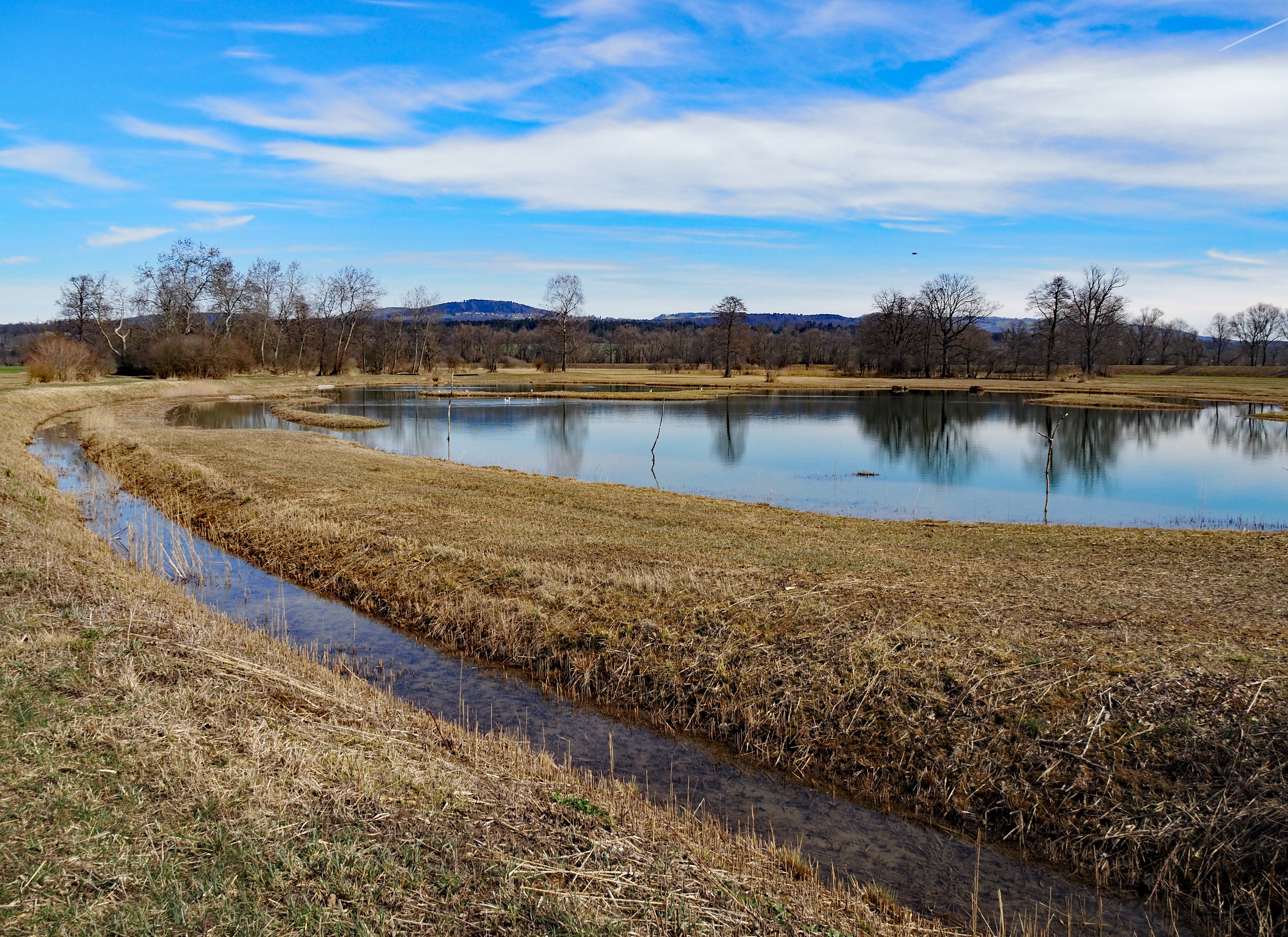
Schutzgebiet Schachen bei Mühlau

Die Objekte des Bundesinventars der Auengebiete von nationaler Bedeutung sind:
- Hünenberg Reussweide, Kanton Zug
- Frauental, an der Lorze, Kanton Zug
- Ober Schachen-Rüssspitz, Kantone Aargau, Zug, Zürich
- Still Rüss-Rickenbach, Kantone Aargau und Zürich
- Rottenschwiler Moos, mit Flachsee, Kanton Aargau
- Tote Reuss-Alte Reuss, Kanton Aargau
- Reussinsel Risi, Kanton Aargau
- Rüsshalden, Kanton Aargau
- Wasserschloss Brugg-Stilli, Kanton Aargau

Die Fläche der Maschwander Allmend oberhalb der Lorzemündung ist auch im Bundesinventar der Moorlandschaften von besonderer Schönheit und von nationaler Bedeutung verzeichnet, während die ganze Reussebene von Sins bis Bremgarten ausserdem als Smaragdgebiet gemäss dem Übereinkommen über die Erhaltung der europäischen wildlebenden Pflanzen und Tiere und ihrer natürlichen Lebensräume (Berner Konvention) gilt.
An der Reuss bestehen mehrere Projektflächen des Auenschutzparks Aargau, die durch das kantonale Reussuferschutzdekret vom 17. März 1966, die Verfassung des Kantons Aargau und das Reusstalgesetz vom 14. Dezember 1969 geschützt sind. Ein erstes kantonales Schutzgebiet war 1934 mit dem «Schulreservat an der Reuss» entstanden, das die Auenlandschaft bei Merenschwand und Rottenschwil umfasste. Das Sumpfareal mit einigen Tümpeln galt als Reservat für Brutvögel und als Pflanzenschutzgebiet. Seit 2001 ist die Fläche im Giriz als bedeutendes Amphibienlaichgebiet geschützt.

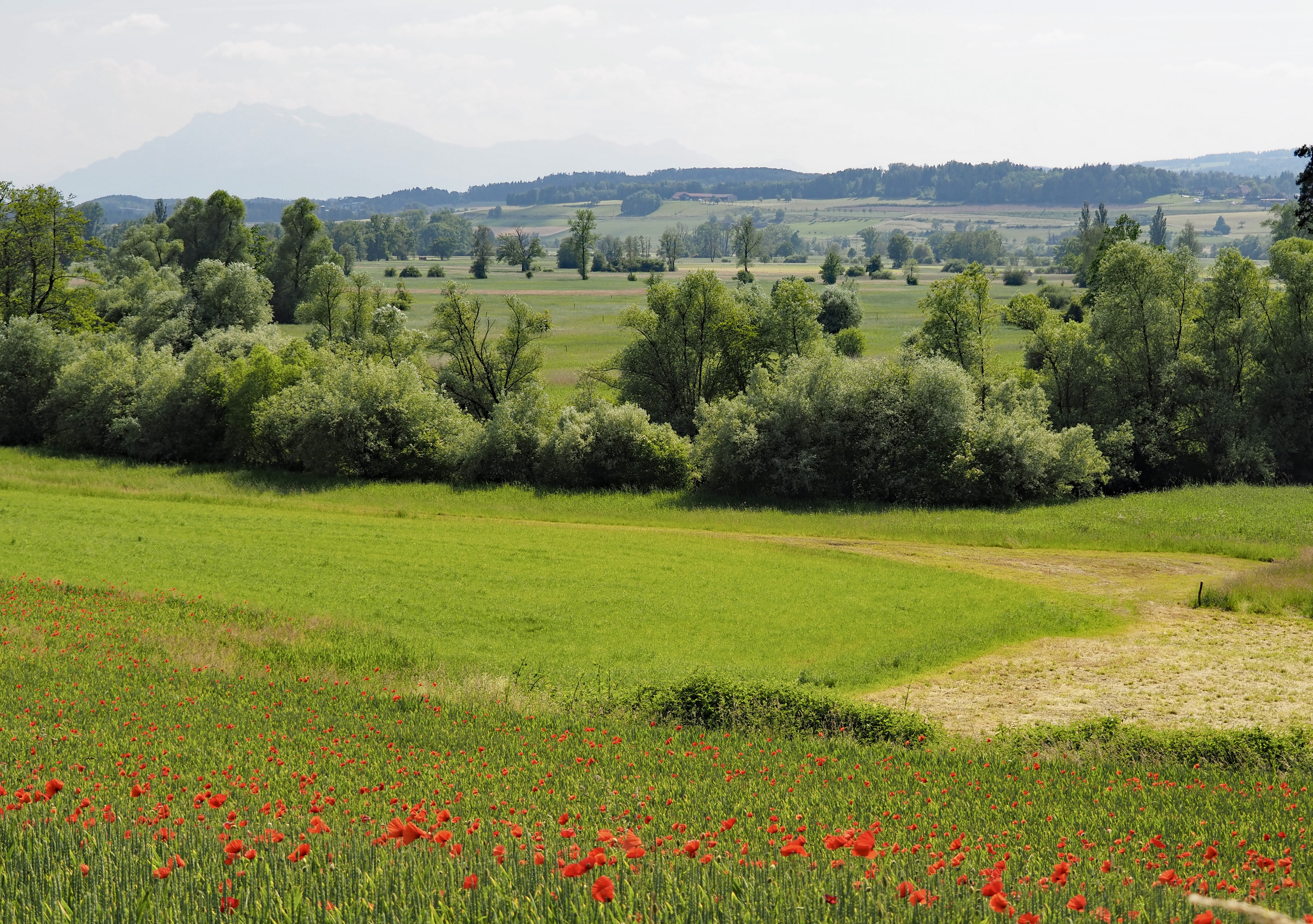
Maschwander Allmend

Die offene, auf weite Strecken sumpfige Fläche in der Maschwander Allmend auf dem Gebiet der Zuger Gemeinde Hünenberg diente über Jahrhunderte vorwiegend als Weideland für das zürcherische Maschwanden. Auf etwas höher liegenden Parzellen liegen Wälder und wird Ackerbau betrieben. Schon im frühen 20. Jahrhundert erkannten Naturschützer den Wert der ausgedehnten Feuchtgebiete für bedrohte Tierarten. 1927 schloss der Ornithologische Verein des Kantons Zürich mit der Holzkorporation Maschwanden einen Vertrag zum Schutz des Brutgebiets zwischen der Reuss und der Lorze und begründete damit das erste Schutzgebiet in der Maschwander Allmend. 1945 löste der Zuger Naturschutzbund den Ornithologischen Verein des Kantons Zürich als Vertragspartner der Korporation ab, ohne jedoch neue Schutzbestimmungen durchsetzen zu können. 1980 schlossen die Korporation, der Zuger Naturschutzbund und die Baudirektion des Kantons Zug einen neuen Vertrag ab, der Massnahmen für den wirksameren Schutz im Zuger Anteil an der BLN-Fläche 1305 enthielt.  Der «Schutzplan Moorlandschaft Maschwander Allmend» von 1997 setzt den Schutz der Lebensräume um und regelt das Verhalten der seither stets zahlreicheren Besucher des Gebiets.

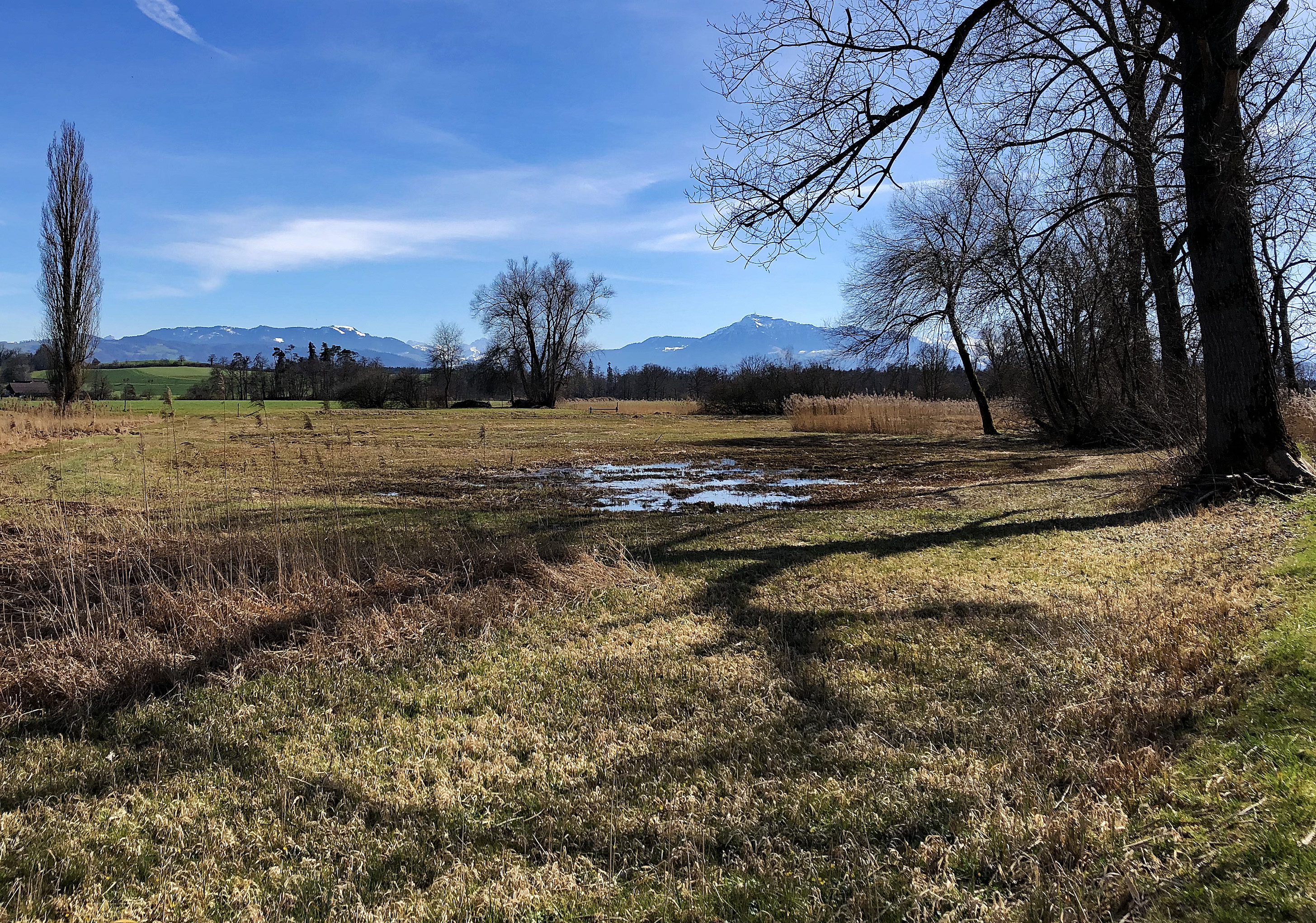
Schutzgebiet Flachmoor «Hasplen» bei Maschwanden

Die Zürcher Flusslandschaft bei Maschwanden, Obfelden und Ottenbach ist durch die Verordnung zum Schutz von Natur- und Landschaftsschutzgebieten mit überkommunaler Bedeutung im zürcherischen Reusstal der Direktion der öffentlichen Bauten des Kantons Zürich vom 4. Mai 1993 geschützt. Darin sind die Naturschutz-, Landschaftsschutz-, Waldschutz- und Erholungszzonen an der Lorze und der Reuss und die dafür geltenden Vorschriften definiert.

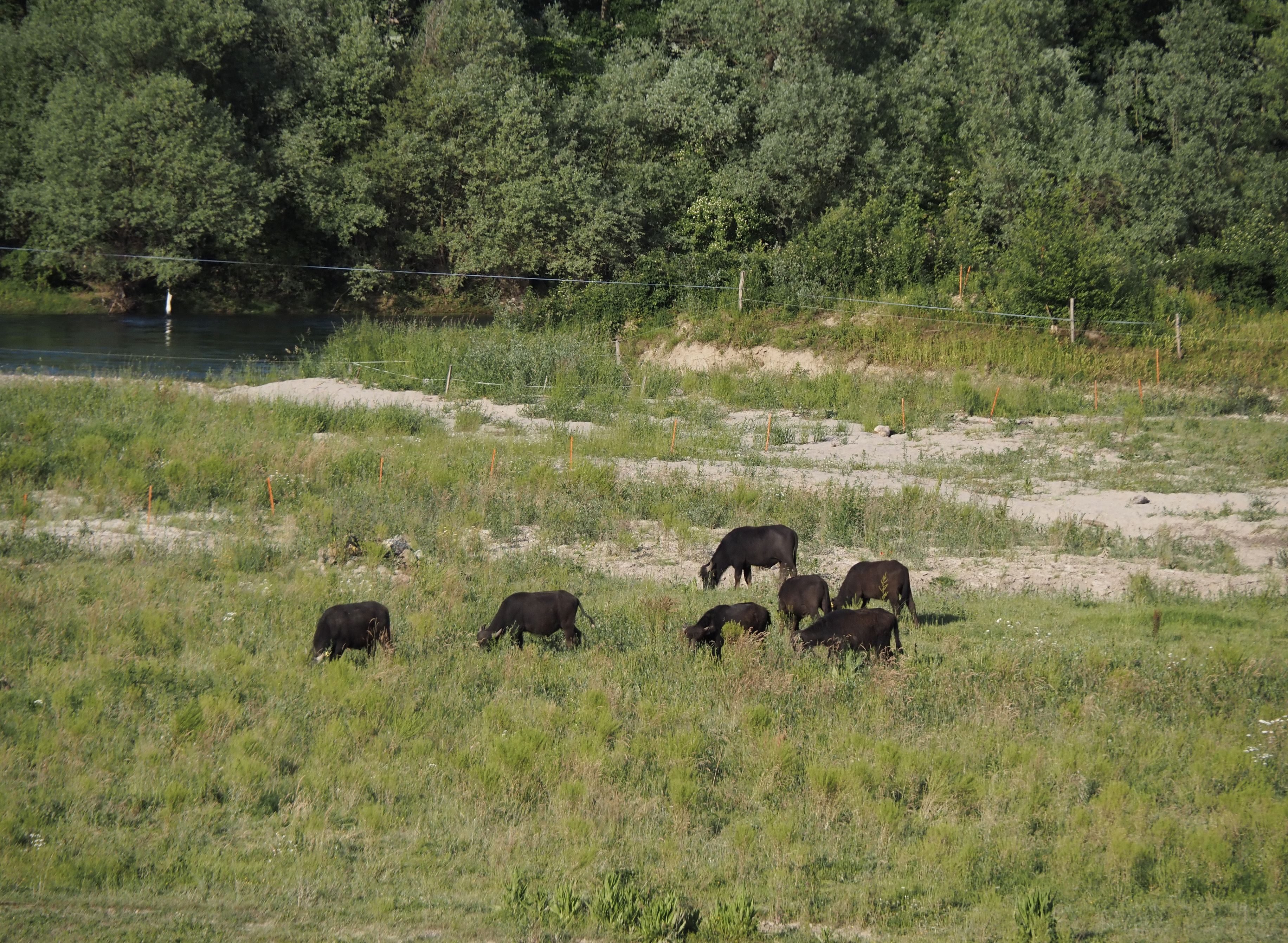
Pro-Natura-Schutzgebiet bei Reussegg

Einige Schutzgebiete in der BLN-Landschaft 1305 befinden sich im Besitz der Schweizer Naturschutzorganisation Pro Natura. Der 1954 gegründete Aargauische Bund für Naturschutz, heute Pro Natura Aargau, hatte einen massgeblichen Anteil an den Massnahmen zu Gunsten der Biotope in der Reusslandschaft.
Grosse Waldflächen an der Reuss wie der Emauswald bei Zufikon, der Auschachen bei Windisch, der Auwald am Rüssspitz und das Eichenwaldreservat im Gruemet bei Mellingen sind kantonale Naturwaldreservate. An fünf Abschnitten der Reuss im BLN-Gebiet queren national bedeutende Wildtierkorridore das Flusstal: Bei der Lorzemündung, im naturnahen Gebiet von Rottenschwil, am Flachsee sowie nördlich von Bremgarten und von Mellingen finden Wildtiere geeignete Wege mit genügend Schutz zwischen den Naturräumen auf den benachbarten Bergen.